# Marcus Ahlm
Marcus Ahlm (Norra Asum, 1978. július 7. –) Európa-bajnok svéd válogatott kézilabdázó.

## Eddigi csapatai
- Härlövs IF
- IFK Kristianstad
- IFK Ystad 2001–2003
- THW Kiel 2003–2013

## Sikerei
- EHF-bajnokok ligája-győztes: 2007
- EHF - Kupagyőztes: 2004
- Német bajnok: 2005, 2006, 2007, 2008, 2009
- Német kupagyőztes: 2007, 2008, 2009
- Bajnokok Tornája győztes: 2007
- Szuperkupa győztes: 2005, 2007, 2008
- Az év svéd játékosa: 2005
- Európa-bajnok: 2002